# بتل‌شیپ (ویرجینیای غربی)
بتل‌شیپ (به انگلیسی: Battleship) یک منطقهٔ مسکونی در ایالات متحده آمریکا است که در شهرستان رالی، ویرجینیای غربی واقع شده‌است. بتل‌شیپ ۷۰۱٫۰۵ متر بالاتر از سطح دریا واقع شده‌است.